# Drew Bledsoe
Drew McQueen Bledsoe (nacido el 14 de febrero de 1972) es un exjugador de fútbol americano. Ocupaba la posición de quarterback y jugó 14 temporadas en la National Football League (NFL), principalmente con los New England Patriots. Se desempeñó como quarterback titular de aquel equipo desde 1993 hasta 2001 y fue considerado el rostro de la franquicia de los Patriots durante sus nueve temporadas con el equipo. 
La primera selección general en el Draft de la NFL de 1993, Bledsoe ayudó a mejorar la suerte de los Patriots, que habían caído en tiempos difíciles.  Durante su mandato como Quarterback titular, los Patriots terminaron una sequía de postemporada de siete temporadas, se clasificaron para los playoffs cuatro veces y aparecieron en el Super Bowl XXXI. También fue nombrado para tres Pro Bowls y se convirtió en el Quarterback más joven en jugar en el juego de estrellas de la NFL en ese momento con su aparición en 1995. 
Después de un período de disminución del éxito y dos temporadas consecutivas cuando los Patriots se perdieron los playoffs, Bledsoe sufrió una lesión casi fatal a principios de la temporada 2001 y fue reemplazado como titular por el suplente Tom Brady. Después de recibir autorización médica para jugar, Bledsoe no pudo recuperar su posición inicial debido al éxito de Brady durante la temporada, lo que llevó a los Patriots a ganar su primer título mundial en el Super Bowl XXXVI sobre los Rams de St. Louis y comenzó una dinastía para el franquicia. Bledsoe posteriormente se retiró después de pasar temporadas con los Buffalo Bills, donde hizo una cuarta aparición en el Pro Bowl, y los Dallas Cowboys. 
Si bien Brady eclipsó su permanencia con los Patriots, Bledsoe es reconocido por ayudar a reconstruir la franquicia y su papel durante su primera temporada ganadora del Super Bowl cuando llevó al equipo a la victoria en el Campeonato de la AFC 2001 después de que Brady se lesionara. Por sus logros en Nueva Inglaterra, fue incluido en el Salón de la Fama de los Patriots en 2011.

## Años de secundaria
Bledsoe asistió a Walla Walla High School y fue un jugador de letras en fútbol, baloncesto y atletismo. En fútbol, fue nombrado primer equipo All-State selección por el Tacoma News Tribune. En la pista, compitió en los eventos de lanzamiento, registrando lanzamientos superiores de 45.34 metros en el lanzamiento de disco y 54.70 metros en el lanzamiento de jabalina. [5]

## Años universitarios
Bledsoe tuvo una carrera récord en sus tres años en el estado de Washington. Después de obtener el trabajo inicial al final de la temporada de 1990 como un verdadero estudiante de primer año (acompañado luego por Jeff Tuel como los únicos dos en la historia de la escuela), rápidamente se convirtió en la cara de la ofensa de los pumas. En 1992, Bledsoe llevó a su equipo a un récord de 9–3 (ocupando el puesto # 10 en la encuesta de entrenadores y el # 12 en la AP) y una victoria 31–28 contra los Utah Utes en el Copper Bowl. Bledsoe completó 30/46 pases para 476 yardas y 2 touchdowns en el juego. También estableció récords de WSU en yardas aéreas de un solo juego (476), pases completos de una temporada (241) y yardas aéreas de una sola temporada (3,946). Fue nombrado el jugador ofensivo Pac-10 del año.
Después de un impresionante año junior, Bledsoe decidió renunciar a su temporada senior y entrar en el Draft de la NFL de 1993. En los 34 inicios de su carrera universitaria, acumuló 9,373 yardas, 532 completaciones y 66 touchdowns. [6]

## Carrera profesional

### New England Patriots: 1993-2001

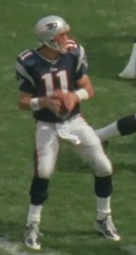

Bledsoe fue reclutado por primera vez en el Draft de la NFL de 1993 por los Patriotas de Nueva Inglaterra. Comenzó de inmediato para los Patriots en su temporada de novato, ya que mejoraron de dos a cinco victorias.
El 13 de noviembre de 1994, los Patriots habían ganado solo tres de sus primeros nueve juegos y estaban perdiendo, 20-3, ante los Minnesota Vikings en el medio tiempo. Bledsoe lideró una victoria de regreso en la que los Patriots ganaron, 26–20, en tiempo extra, ya que estableció récords de un solo juego en pases completos (45) e intentos (70). [7] La victoria provocó el comienzo de una nueva era para los Patriots, ya que se unieron detrás de Bledsoe y ganaron sus últimos seis juegos para terminar con un récord de 10–6 y capturar el comodín; sin embargo, perdieron contra los Cleveland Browns en el juego de comodines 13-20. Debido a su desempeño, Bledsoe fue seleccionado para su primer Pro Bowl como suplente.
Después de una difícil temporada de 1995, Bledsoe le dio la vuelta en 1996 clasificándose entre los mejores pasadores de la liga con la ayuda del receptor abierto Terry Glenn, empujando así a los Patriots a alcanzar los playoffs nuevamente y ganando el campeonato de la AFC contra los Jacksonville Jaguars, 20– 6) Esto llevó a una aparición en el Super Bowl XXXI, donde perdieron ante los Green Bay Packers por el puntaje de 35-21. Bledsoe completó 25 de 48 pases para 253 yardas, con dos touchdowns y cuatro intercepciones en la derrota. También fue nombrado titular del Pro Bowl esa temporada, la segunda de su carrera. En marzo de 2001, Bledsoe firmó un contrato récord de $ 103 millones por diez años. [9] Bledsoe no terminó su carrera con los Patriots, ni vio la apertura del nuevo Estadio Gillette. Durante el segundo juego de la temporada 2001, Bledsoe fue golpeado por el apoyador de los Jets de Nueva York, Mo Lewis, y sufrió un vaso sanguíneo roto en el pecho, que casi resultó en su muerte. [10] Reemplazando a Bledsoe, el respaldo Tom Brady tomó la posición inicial y llevó a Nueva Inglaterra a los playoffs. [11] Aunque nunca recuperó su papel inicial, Bledsoe demostró ser integral en la carrera de playoffs de su equipo cuando reemplazó a un Brady cojeando en el Juego de Campeonato de la AFC contra Pittsburgh. Bledsoe, comenzando desde la línea de 40 yardas de los Steelers, culminó una anotación con un pase de touchdown de 11 yardas a David Patten para darle a los Patriots una ventaja de 14-3, así como todo el impulso para el medio tiempo. En el 4to cuarto con los Steelers solo perdiendo por cuatro puntos, Bledsoe armó un drive de 45 yardas para poner a los Patriots en el rango de gol de campo donde Adam Vinatieri convirtió para anotar 24–17. Más tarde, en el 4º, Bledsoe condujo a Nueva Inglaterra al territorio de los Steelers una vez más estableciendo una patada de 50 yardas para sellar el juego, sin embargo Vinatieri falló en devolver el balón a Pittsburgh. La defensa de los Patriots se mantuvo, y con un puntaje final de 24-17, la sorpresa se completó y los Patriots pasaron al Super Bowl. Al ganar el juego del campeonato de la conferencia, Bledsoe completó 10 de 21 pases para 102 yardas y un touchdown, sin intercepciones. Fue la segunda vez en seis años (1996 y 2001) que Bledsoe fue una parte integral para llevar a los Patriots a una aparición en el Super Bowl, y durante la presentación del trofeo en el campo, Bledsoe le lanzó a su padre una pelota de juego. [3] Tom Brady comenzó como mariscal de campo cuando los Patriots ganaron el Super Bowl XXXVI, con el pateador Adam Vinatieri golpeando un gol de campo de 48 yardas ganador del juego cuando expiró el tiempo. 

### Buffalo Bills: 2002-2004

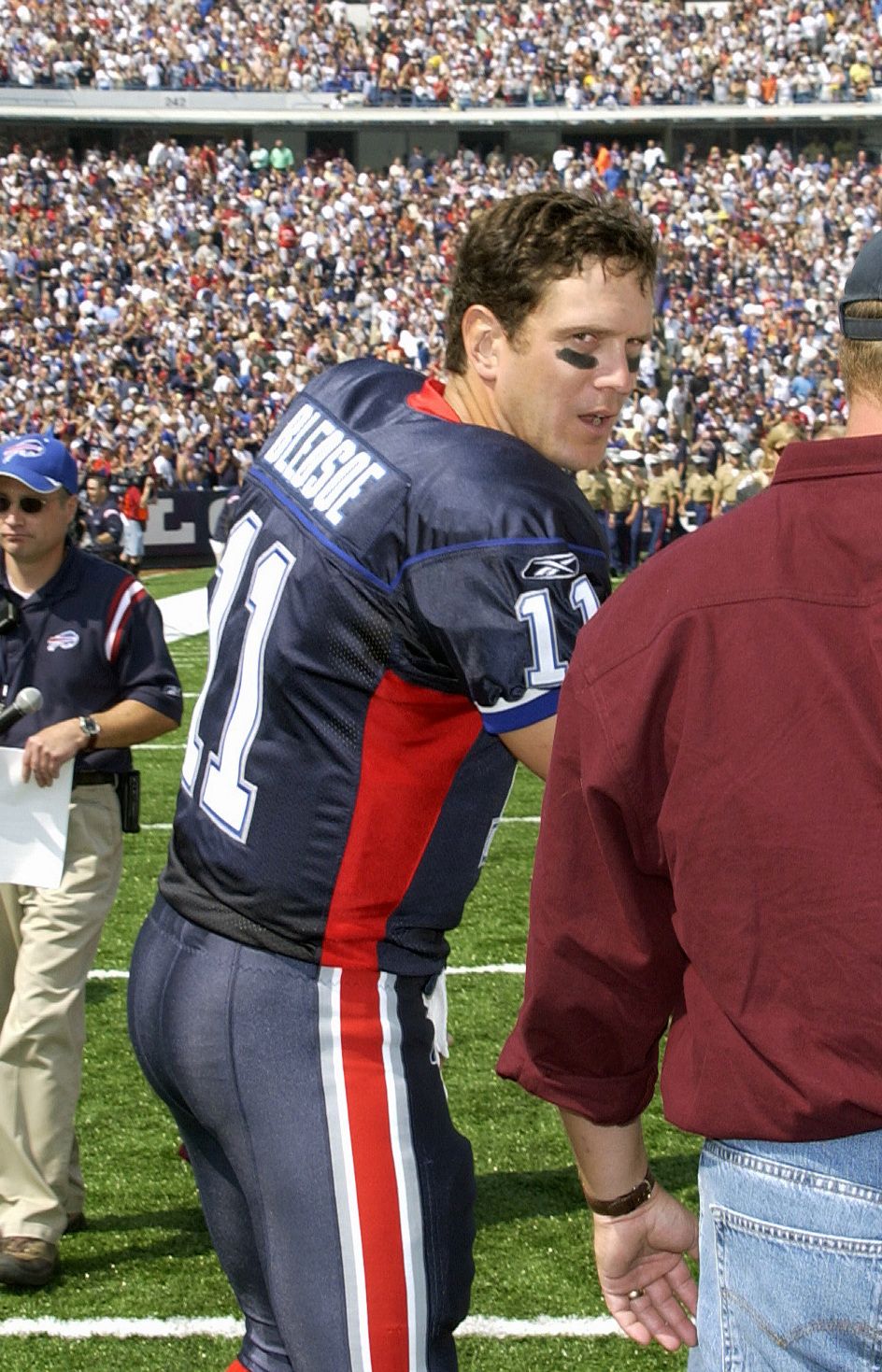

Un cambio de escenario, a modo de canje [14], hacia el ex rival de la división de Bledsoe, Buffalo, pareció darle un poco de rejuvenecimiento en 2002. Tuvo una de sus mejores temporadas, con 4,359 yardas y 24 touchdowns y haciendo su cuarto viaje al Pro Bowl. En la Semana 2 contra los Vikingos de Minnesota, Bledsoe estableció un récord del equipo con 463 yardas en una victoria en tiempo extra. Continuó su juego fuerte en 2003 cuando los Bills comenzaron el año 2–0. Sin embargo, una ráfaga de lesiones obstaculizó la ofensiva de los Bills; no lograron anotar un touchdown en tres juegos consecutivos en camino a una temporada 6-10. En 2004, estuvieron a un juego de llegar a los playoffs; una racha ganadora de finales de temporada se desperdició cuando Bledsoe y los Bills tuvieron un mal desempeño contra los suplentes de los Pittsburgh Steelers en el final de la temporada. [15]
Bledsoe fue lanzado por los Bills después de la temporada 2004 para dar paso a la selección de primera ronda J. P. Losman para convertirse en titular. Cuando Bledsoe fue firmado más tarde por los Dallas Cowboys, expresó amargura con los Bills por la mudanza, diciendo "No puedo esperar para ir a casa y vestir a mis hijos con pequeñas estrellas y deshacerme del otro equipos"

### Dallas Cowboys: 2005-2006
Bledsoe con Greg Ellis en un juego de 2006. Bledsoe firmó con los Dallas Cowboys, donde se reunió con el exentrenador Bill Parcells. Bledsoe estaba destinado a ser una solución a largo plazo como mariscal de campo para los Cowboys. Bledsoe dijo el día que firmó con Dallas: "Bill [Parcells] me quiere aquí y ser el titular. Anticipo que ese sea el caso y no por un año". Firmó por $ 23 millones por tres años.
Durante su permanencia con los Cowboys, lanzó por más de 3,000 yardas en una temporada por novena vez en su carrera, empatando a Warren Moon por el cuarto lugar en la historia de la NFL. Esa temporada, Bledsoe lideró cinco unidades ganadoras del juego en el cuarto trimestre / OT para mantener vivas las esperanzas de playoffs de los Cowboys hasta el último día de la temporada. Aunque el equipo finalmente no logró llegar a los playoffs, Bledsoe los había llevado a un récord de 9–7, una mejora sobre la marca de 6–10 con la que Vinny Testaverde había terminado en 2004.
Sin embargo, en 2006, su última temporada con los Cowboys, el juego de Bledsoe se volvió errático, tanto que seis juegos en la temporada fue reemplazado por el futuro Pro Bowler Tony Romo. Poco después del final de la temporada 2006, Bledsoe fue liberado por los Cowboys. No dispuesto a ser relegado a una posición de respaldo, Bledsoe anunció su retiro de la NFL el 11 de abril de 2007.

### Retiro y legado
Cuando Bledsoe se retiró en abril de 2007, dejó el quinto lugar en la historia de la NFL en intentos de pase (6,717) y finalizaciones (3,839), séptimo en yardas aéreas (44,611) y 13 en pases de touchdown (251).
El 16 de mayo de 2011, Bledsoe fue votado por los fanáticos de los Patriots en el Salón de la Fama de los Patriots. [2] Fue formalmente admitido en una ceremonia pública fuera de The Hall en Patriot Place el 17 de septiembre de 2011. Bledsoe venció al exentrenador en jefe Bill Parcells y al liniero defensivo Houston Antwine en una votación de los fanáticos.
En julio de 2012, Bledsoe fue nombrado el 30º mejor quarterback de la era posterior a la fusión de la NFL por Football Nation. [20]
En enero de 2018, Bledsoe fue nombrado capitán honorario de los Patriotas de Nueva Inglaterra, ya que fueron anfitriones de los Jacksonville Jaguars en el Juego de Campeonato de la AFC. Los Patriots de Bledsoe habían vencido a los Jaguars 20–6 en el Juego de Campeonato de la AFC de 1997 para avanzar a su segundo Super Bowl. El propietario de los Patriots, Robert Kraft, dijo en un comunicado que "Drew Bledsoe desempeñó un papel tan integral en nuestros esfuerzos por reconstruir a los Patriots. Dio a los fanáticos la esperanza para el futuro al proporcionar muchos momentos memorables durante su carrera récord. Para una franquicia que solo había sido anfitriona un juego de playoffs en sus primeros 35 años, ganar el Juego de Campeonato de la AFC en casa en Foxboro y llevar a los Patriots a los playoffs durante tres años consecutivos fueron goles inimaginables antes de su llegada ". [3] [4] Los Patriots derrotaron a los Jaguars 24 –20 para avanzar a su décima aparición en el Super Bowl y Bledsoe presentó el Trofeo Lamar Hunt a Kraft. 

## Vida personal
Los padres de Bledsoe eran maestros de escuela en Ellensburg, Washington. Su madre era maestra en la escuela secundaria Lewis & Clark, ubicada en Yakima, Washington. Su padre era un entrenador que dirigía un campamento de fútbol en el estado de Washington, y Drew pudo interactuar con los jugadores y entrenadores profesionales que ayudaron a su padre a dirigir el campamento. [22]
La familia Bledsoe se mudó cinco veces antes de que Drew estuviera en sexto grado. Finalmente se establecieron en Walla Walla, Washington, donde el padre de Bledsoe era entrenador de fútbol en la escuela secundaria. La única vez que Drew jugó una temporada completa de fútbol sin comenzar como quarterback fue en séptimo grado en Pioneer Junior High. En la escuela secundaria, con su padre como entrenador, ganó numerosos premios, incluida la selección para los Western 100 y el Jugador del Año del Estado de Washington. Fue fuertemente reclutado por universidades como la Universidad de Miami y la Universidad de Washington, pero decidió asistir al estado de Washington, que estaba a solo dos horas en automóvil desde su casa. [22]
Drew y su esposa Maura viven en Bend, Oregon. donde Maura (née Healy) tiene lazos familiares, [23] y tiene cuatro hijos: hijos Stuart, John, Henry y su hija Healy. Entrenó a sus hijos, Stuart y John, en la escuela secundaria Summit. [24] Su hijo John era un jugador ambulante en el equipo de fútbol del estado de Washington en 2017. [25] Debido a su creciente negocio del vino, viaja a Walla Walla regularmente, a veces más de una vez en una semana determinada; él y Maura planean mudarse a Walla Walla después de que sus hijos más pequeños se gradúen de la escuela secundaria en 2021. [23]
Mientras jugaba para los Patriotas de Nueva Inglaterra, Drew Bledsoe vivía en Bridgewater, Massachusetts, en Tabway Lane, y en 7 Woodridge Road, en Medfield, Massachusetts. La casa fue comprada por el exjugador de Grandes Ligas Curt Schilling.
Después de su retiro en 2007, Bledsoe fundó la Doubleback Winery junto con su amigo cercano Chris Figgins. Después de la cosecha de 2014, Figgins dejó Doubleback y entregó su interés en el negocio a su protegido Josh McDaniels (no relacionado con el entrenador asistente de los Patriots del mismo nombre). Las uvas de la compañía, principalmente Cabernet Sauvignon y Chardonnay, se cosechan de los viñedos McQueen y Flying B Vineyards, ubicados en los alrededores de Walla Walla, Washington. El vino ha tenido éxito recientemente, [¿cuándo?] Colocándose en el puesto 53 en general entre los 100 mejores vinos de Wine Spectator. Su primera cosecha, que fue 2007, se agotó rápidamente de sus 600 cajas iniciales. En 2012, Marvin R. Shanken invitó a Ernie Els, Greg Norman, Tom Seaver y Bledsoe a presentar sus vinos, a pesar del desdén de Shanken por los Patriotas de Nueva Inglaterra. También grabó un mensaje para Tony Romo y Dak Prescott en 2017 en su casa, que también mostró su colección de vino tinto.
En su tiempo libre, Bledsoe trabaja con muchas organizaciones filantrópicas.

## Estadísticas

### Temporada regular
| Año     | Equipo  | Juegos | Juegos | Pases | Pases | Pases | Pases  | Pases | Pases | Pases | Acarreo | Acarreo | Acarreo | Acarreo |
| Año     | Equipo  | G      | GS     | Att   | Comp  | Pct   | Yds    | TD    | Int   | Rtg   | Att     | Yds     | Avg     | TD      |
| ------- | ------- | ------ | ------ | ----- | ----- | ----- | ------ | ----- | ----- | ----- | ------- | ------- | ------- | ------- |
| 1993    | NE      | 13     | 12     | 429   | 214   | 49.9  | 2,494  | 15    | 15    | 65.0  | 32      | 82      | 2.6     | 0       |
| 1994    | NE      | 16     | 16     | 691   | 400   | 57.9  | 4,555  | 25    | 27    | 73.6  | 44      | 40      | 0.9     | 0       |
| 1995    | NE      | 15     | 15     | 636   | 323   | 50.8  | 3,507  | 13    | 16    | 63.7  | 20      | 28      | 1.4     | 0       |
| 1996    | NE      | 16     | 16     | 623   | 373   | 59.9  | 4,086  | 27    | 15    | 83.7  | 24      | 27      | 1.1     | 0       |
| 1997    | NE      | 16     | 16     | 522   | 314   | 60.2  | 3,706  | 28    | 15    | 87.7  | 28      | 55      | 2.0     | 0       |
| 1998    | NE      | 14     | 14     | 481   | 263   | 54.7  | 3,633  | 20    | 14    | 80.9  | 28      | 44      | 1.6     | 0       |
| 1999    | NE      | 16     | 16     | 539   | 305   | 56.6  | 3,985  | 19    | 21    | 75.6  | 42      | 101     | 2.4     | 0       |
| 2000    | NE      | 16     | 16     | 531   | 312   | 58.8  | 3,291  | 17    | 13    | 77.3  | 47      | 158     | 3.4     | 2       |
| 2001    | NE      | 2      | 2      | 66    | 40    | 60.6  | 400    | 2     | 2     | 75.3  | 5       | 18      | 3.4     | 0       |
| 2002    | BUF     | 16     | 16     | 610   | 375   | 61.5  | 4,359  | 24    | 15    | 86.0  | 27      | 67      | 2.5     | 2       |
| 2003    | BUF     | 16     | 16     | 471   | 274   | 58.2  | 2,860  | 11    | 12    | 73.0  | 24      | 29      | 1.2     | 2       |
| 2004    | BUF     | 16     | 16     | 450   | 256   | 56.9  | 2,932  | 20    | 16    | 76.6  | 22      | 37      | 1.7     | 0       |
| 2005    | DAL     | 16     | 16     | 499   | 300   | 60.1  | 3,639  | 23    | 17    | 83.7  | 34      | 50      | 1.5     | 2       |
| 2006    | DAL     | 6      | 6      | 170   | 90    | 53.3  | 1,164  | 7     | 8     | 69.2  | 8       | 28      | 3.5     | 2       |
| Carrera | Carrera | 194    | 193    | 6,717 | 3,839 | 57.2  | 44,611 | 251   | 206   | 77.2  | 385     | 764     | 2.0     | 10      |

- Datos: Q927434
- Multimedia: Drew Bledsoe / Q927434